# Lithgow City
Koordinaten: 33° 29′ S, 150° 9′ O

Die City of Lithgow ist ein lokales Verwaltungsgebiet (LGA) im australischen Bundesstaat New South Wales. Das Gebiet ist 4.512,3 km² groß und hat etwa 20.800 Einwohner.
Lithgow liegt am Ostrand der Central-West-Region des Staates etwa 140 km nordwestlich der Metropole Sydney. Das Gebiet umfasst 62 Ortsteile und Ortschaften, darunter Angus Place, Bogee, Ben Bullen, Bowenfels, Capertee, Cullen Bullen, Glen Alice, Glen Davis, Hampton, Hartley, Lithgow, Marrangaroo, Newnes, Palmers Oaky, Portland, Rydal, Sodwalls, Wallerawang und Teile von Meadow Flat und Tarana. Der Sitz des City Councils befindet sich in der Stadt Lithgow in der Südhälfte der LGA, die etwa 5.000 Einwohner hat.

## Verwaltung
Der Lithgow City Council hat neun Mitglieder, die von allen Bewohnern der Local Government Area gewählt werden. Aus dem Kreis der Councillor rekrutiert sich auch der Mayor (Bürgermeister) des Councils. Lithgow ist nicht in Bezirke untergliedert.